# Thomas Nørgaard (filosof)
 Der er flere personer med dette navn, se Thomas Nørgaard (flertydig). (Se også artikler, som begynder med Thomas Nørgaard (flertydig))
Thomas Nørgaard er en dansk filosof, der er dr.phil. i filosofi fra Oxford Universitet i 2002. Han var i perioden 2003-12 ansat på European College of Liberal Arts (det nuværende Bard College) i Berlin, hvor han var en af lederne af institutionen. Efterfølgende tilbragte han et år som gæsteprofessor ved Warszawa Universitet, inden han i 2014 blev ansat ved University of Winchester.
Nørgaard har studeret ved universiteterne i Aarhus, St. Andrews, Newcastle (Keele) og Tübingen.